# Eurytoma pyrrhidii
Eurytoma pyrrhidii är en stekelart som beskrevs av Erdös 1969. Eurytoma pyrrhidii ingår i släktet Eurytoma, och familjen kragglanssteklar. Arten är reproducerande i Sverige.